# 사이토 류세이 (축구 선수)
사이토 류세이(일본어: 齊藤 隆成, 1994년 4월 30일 ~ )는 일본의 전 축구 선수이다.

## 구단 경력
그는 2013년부터 2024년까지 J리그의 교토 상가 FC, 미토 홀리호크, 후지에다 MYFC, FC 오사카에서 활동하였다.